# Cernoleuca, Dondușeni
Cernoleuca este un sat din raionul Dondușeni, Republica Moldova.

## Istorie
Cernoleuca este atestat documentar pentru prima dată în 1582, cu denumirea Ciornorudenți:
„Din mila lui dumnezeu, Io Iancul voievod, domn al Țării Moldovei. Facem cunoscut cu această carte a noastră tuturor celor ce o vor vedea sau o vor auzi cetindu-se, că a venit înaintea noastră și înaintea boierilor noștri moldoveni, mari si raid, sluga noastr6 Dumitru Movilița, fiul lui Văscan Movilița fost pârcălab, nepotul lui Iatco Hudici, de bunăvoia lui, nesilit de nimeni, nici asuprit si a vandut dreptele sale ocini si decline, din dreptele lui privilegii, din privilegiul tatălui sau Văscan Movilița fost pârcălab și al bunicului său Iațco Hudici, ce au avut dela domnii de mai înainte, jumătate de sat din Hudești, jumătatea de jos si cu iazuri și cu mori în Bașeu și satul Ciornorudenții, în ținutul Sorocăi jumătate de sat din Stănilești; acestea au vândut credinciosului și cinstitului nostru boier pan Iurescul mare vornic de Țara de Sus, pentru 40.000 de aspri.

...

Iar hotarul acestei jumătăți de sat mai înainte zis, din Hudești și cu iazuri și cu mori în Bașeu, să fie din tot hotarul jumătate, iar dinspre alte părți, după hotarul vechiu. Iar hotarul satului Ciornorudenților să fie din toate părțile clupa hotarul vechiu, pe unde din veac au folosit.

...

A scris Cârstea Mihăilescul în Suceava, în anul 7090 <1582> luna ianuarie 20.”
În Arhiva Națională a Republicii Moldova se păstrează un document dat cu 5 iulie 1847, prin care Vasile Melnikov și Constantin Brăescu au cumpărat de la vistierniceasa Smaranda Balș, născută Sturza, supusă Principatului Moldovei, moșia Cernoleuca (numită și Ciornorudenți).

## Demografie

### Structura etnică
Structura etnică a satului conform recensământului populației din 2004:
| Grup etnic         | Populație | % Procentaj |
| ------------------ | --------- | ----------- |
| Moldoveni / Români | 2.068     | 99,09%      |
| Ruși               | 10        | 0,48%       |
| Ucraineni          | 7         | 0,34%       |
| Alții              | 2         | 0,1%        |
| Total              | 2.087     | 100%        |

## Administrație și politică
Componența Consiliului local Cernoleuca (9 consilieri), ales la 5 noiembrie 2023, este următoarea:
|  | Partid                                       | Consilieri | Componență | Componență | Componență | Componență |
|  | -------------------------------------------- | ---------- | ---------- | ---------- | ---------- | ---------- |
|  | Partidul Acțiune și Solidaritate             | 4          |            |            |            |            |
|  | Partidul Socialiștilor din Republica Moldova | 4          |            |            |            |            |
|  | Partidul Popular din Republica Moldova       | 1          |            |            |            |            |

## Atracții turistice

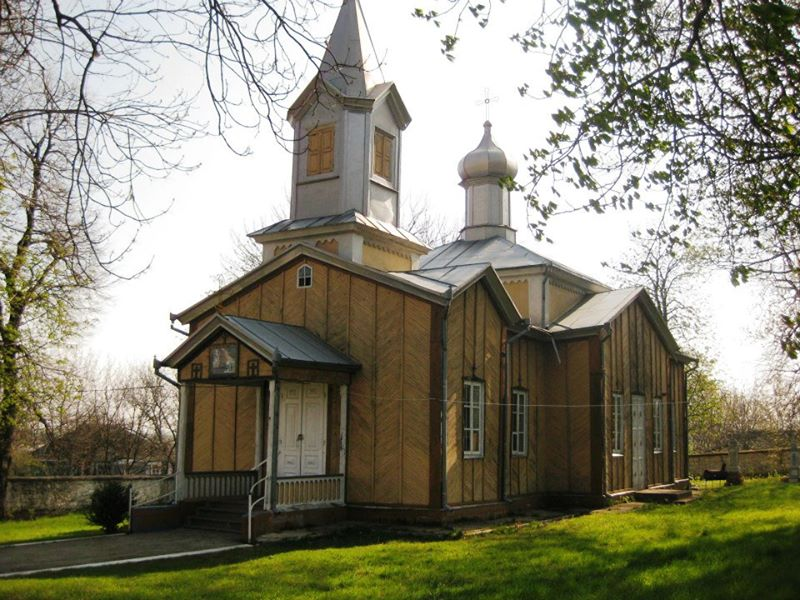
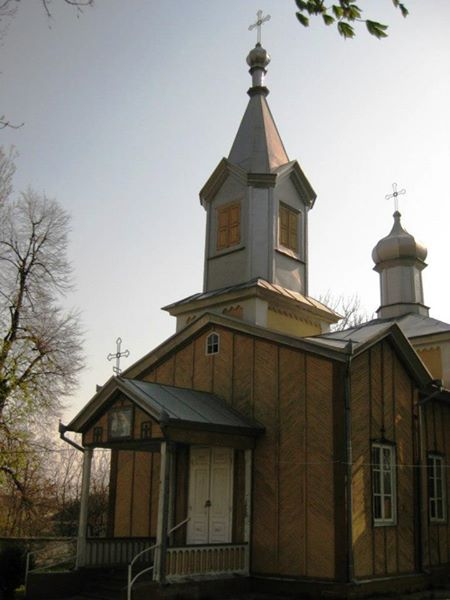
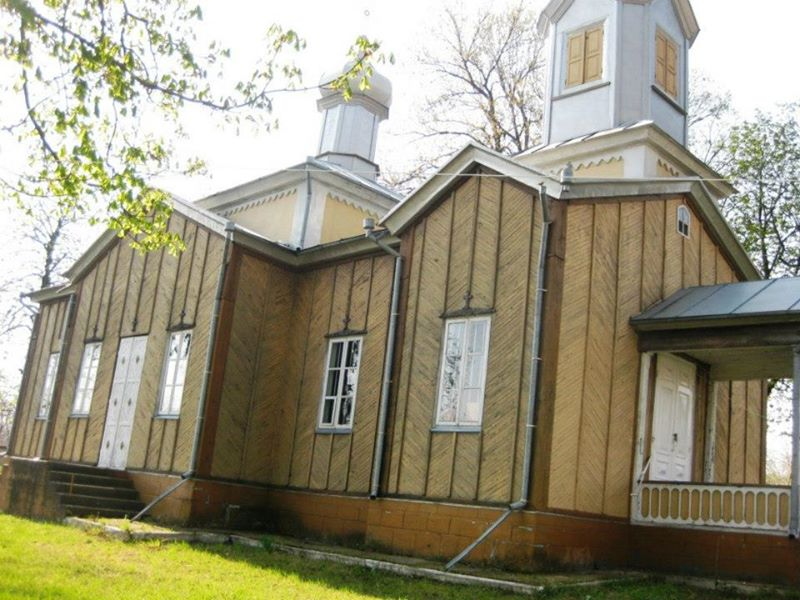
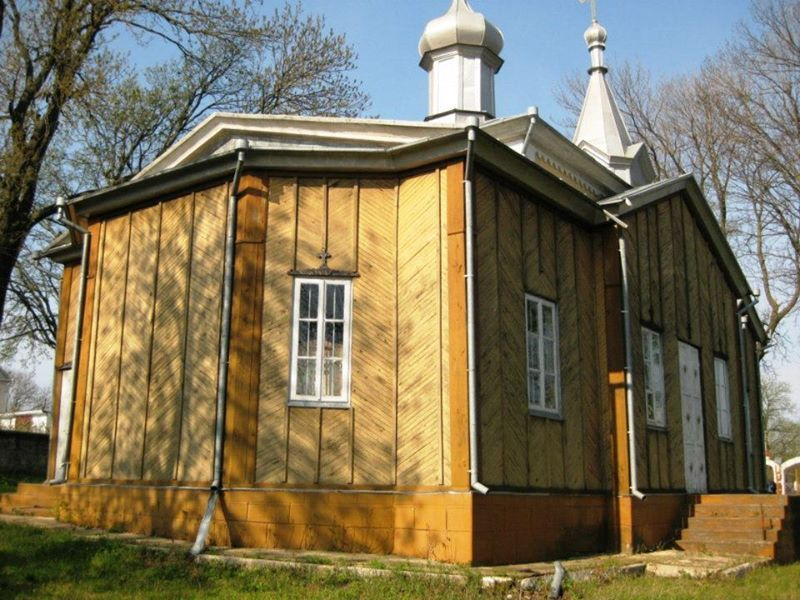
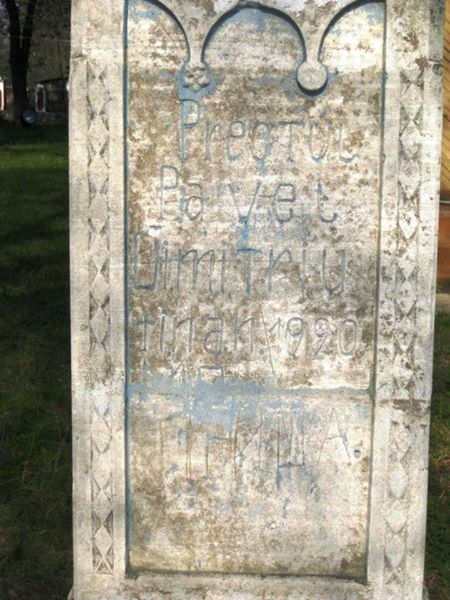
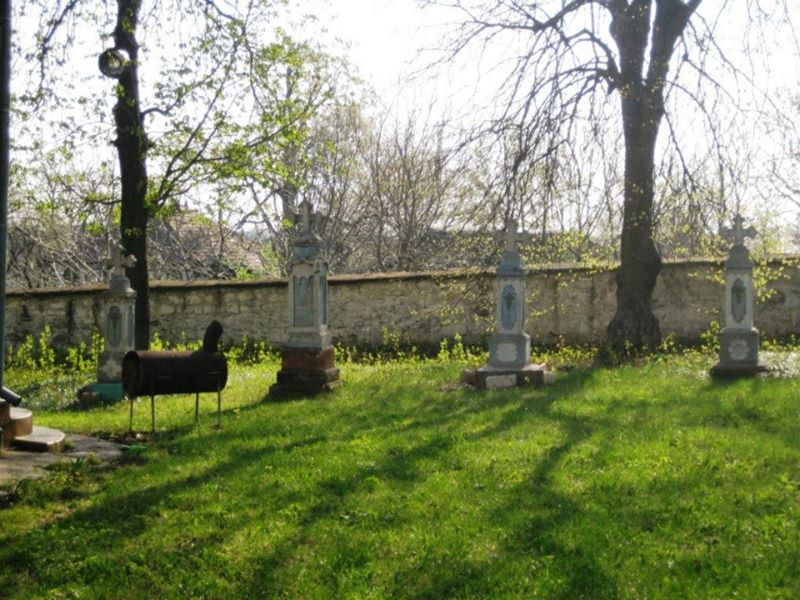

Conacul Cazimir

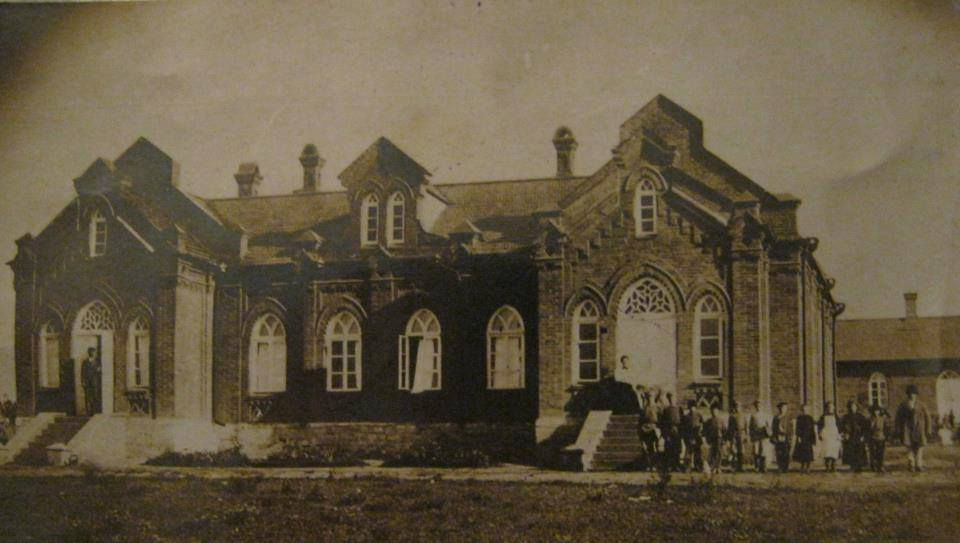
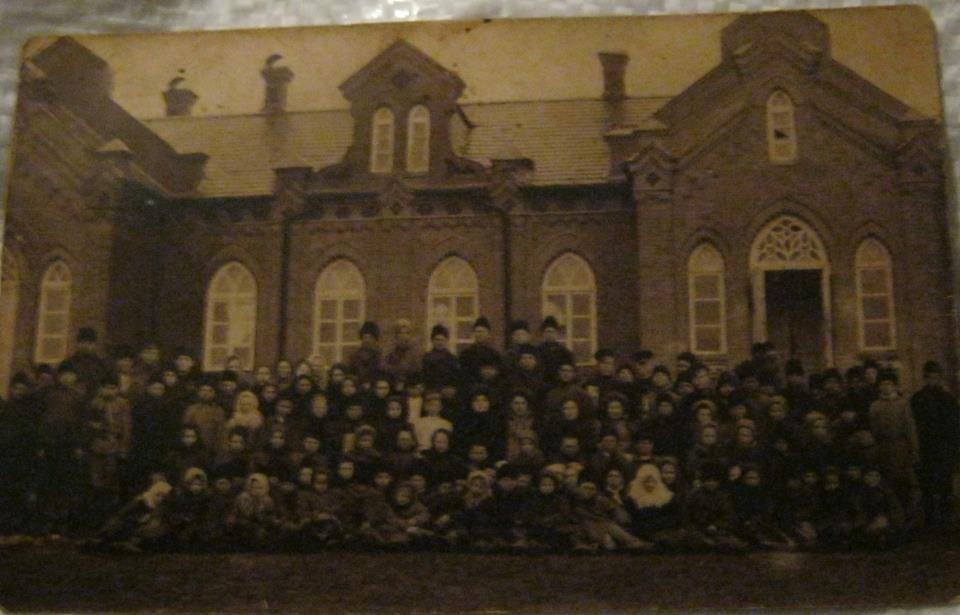
Imagini de epocă.
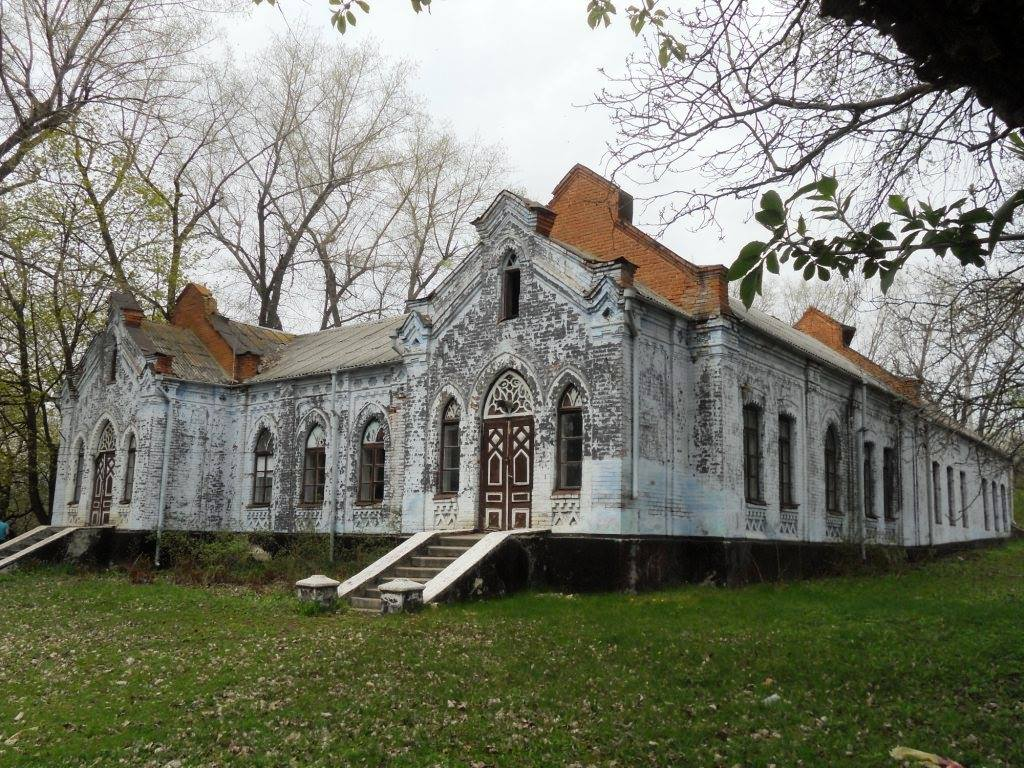
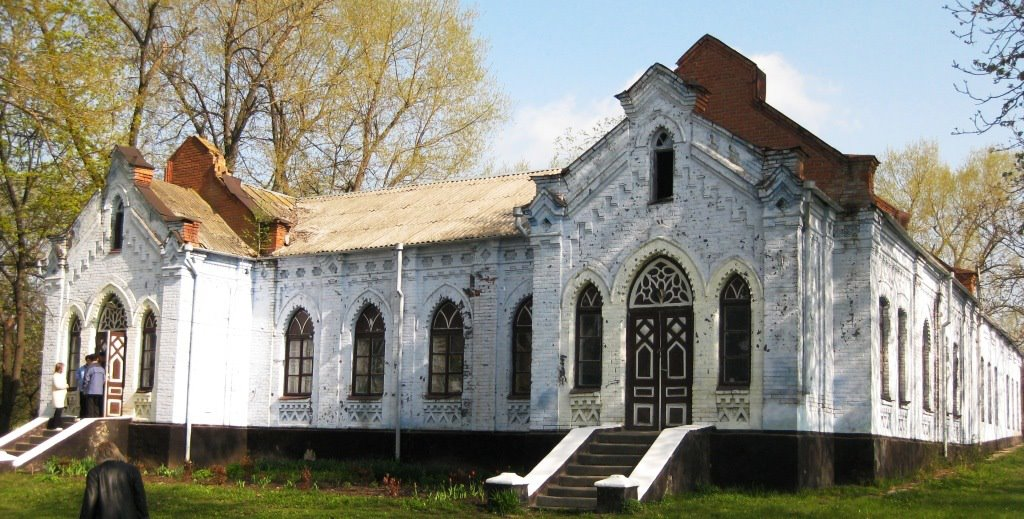
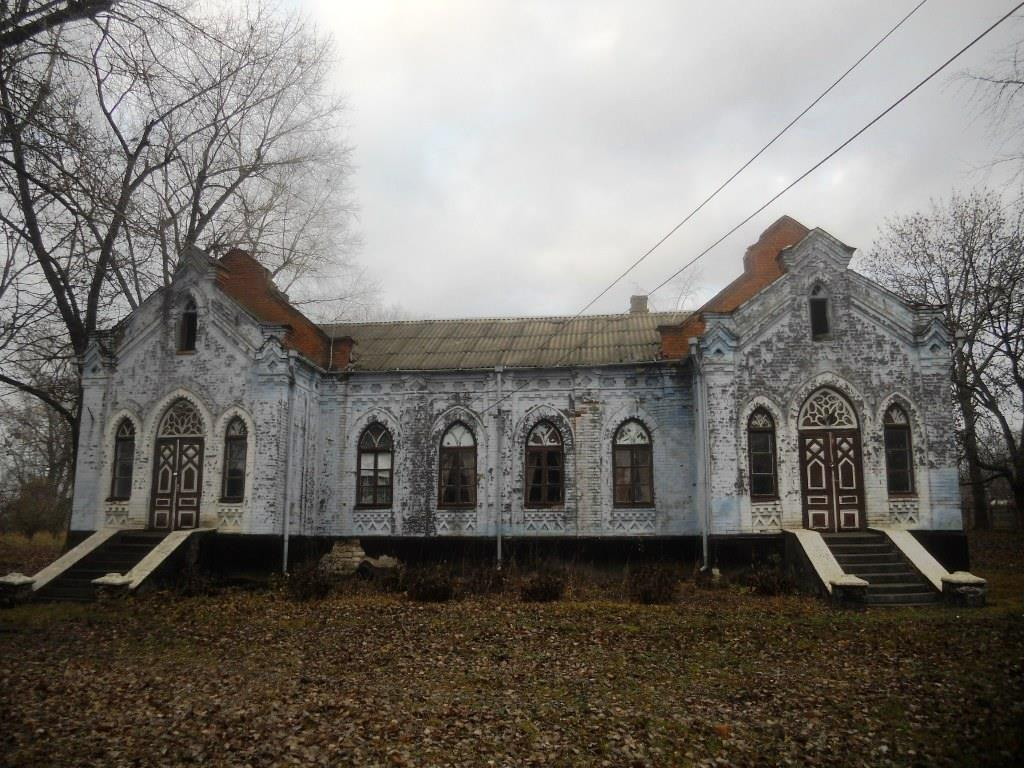
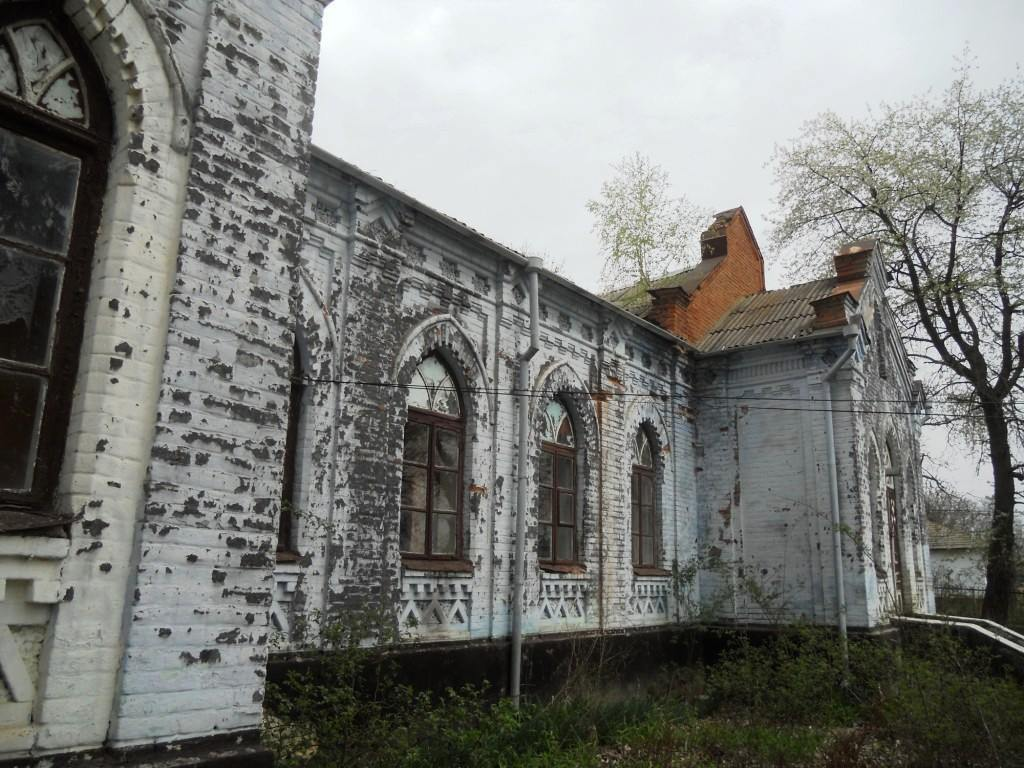
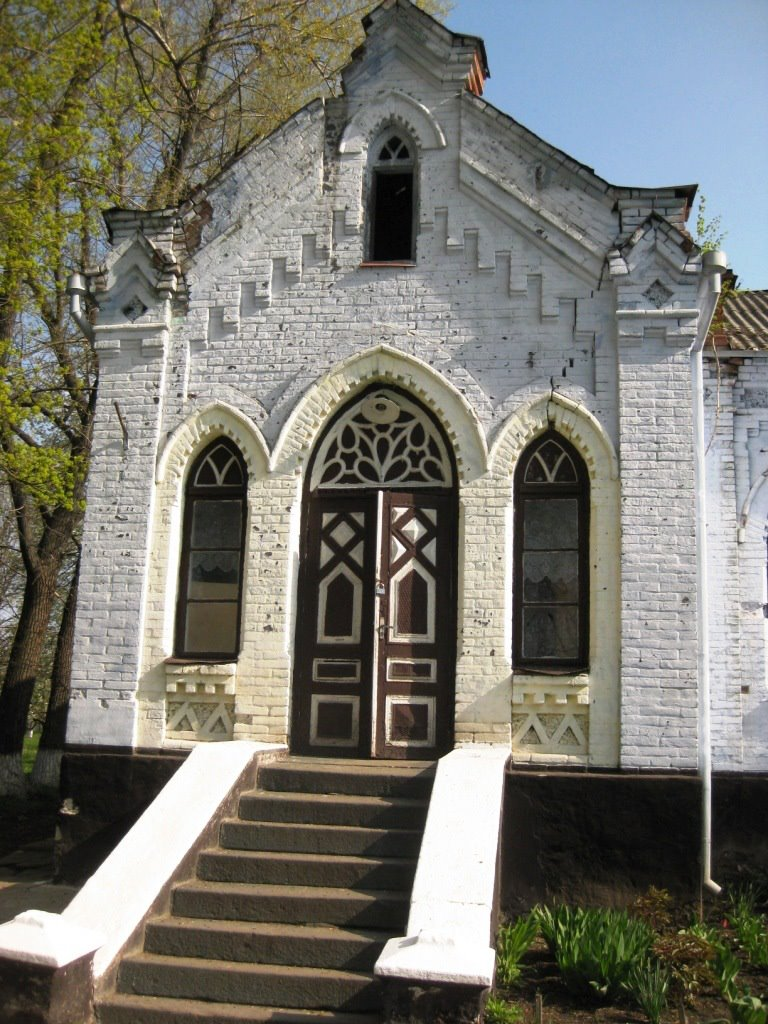
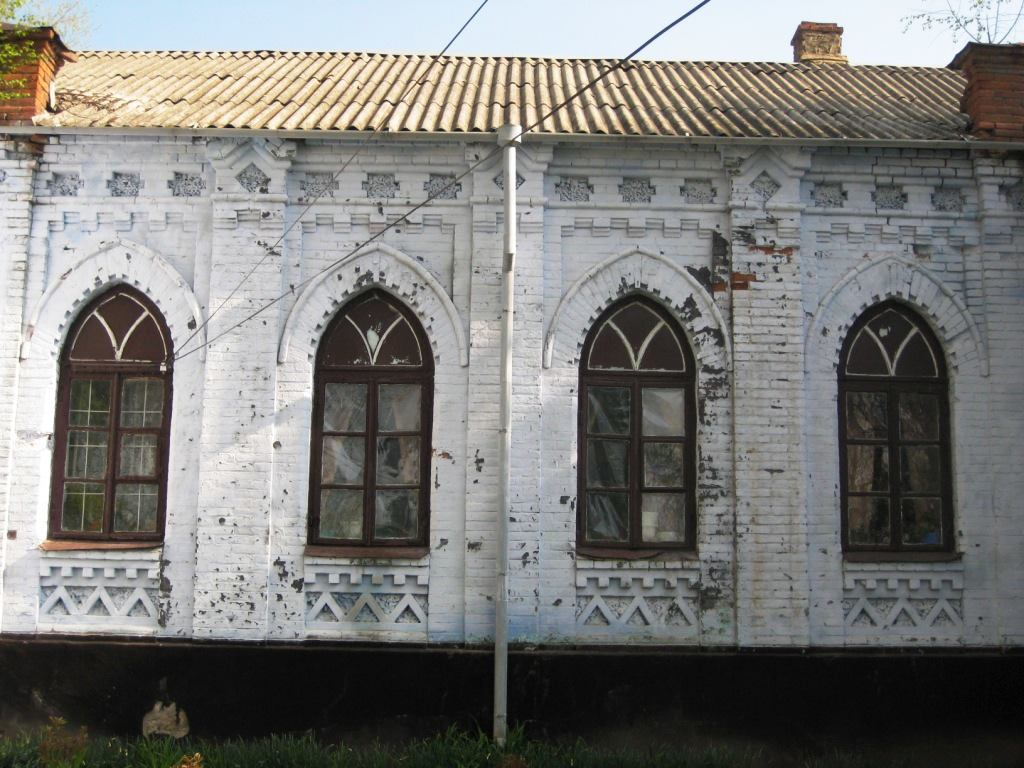
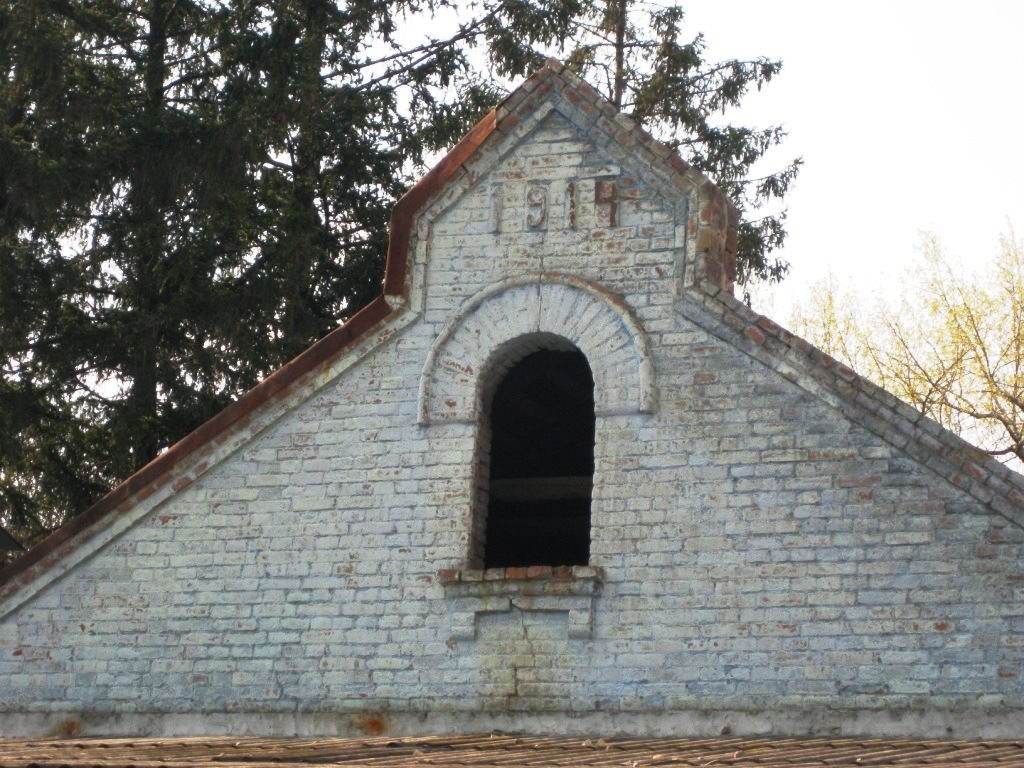

Biserica de lemn „Nașterea Maicii Domnului” din localitate
Moara de vânt din Cernoleuca

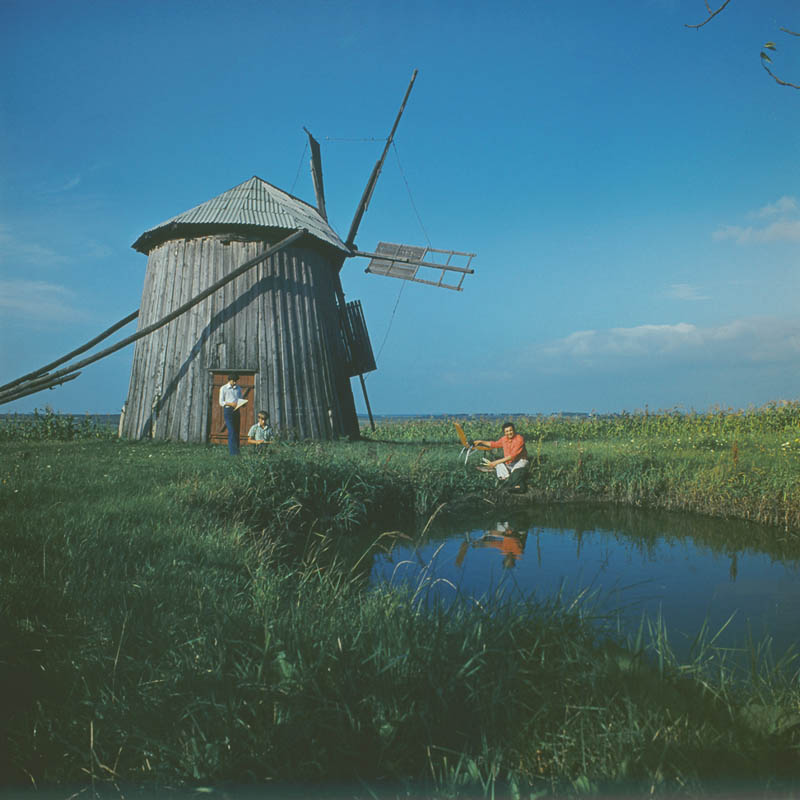
Anii '80
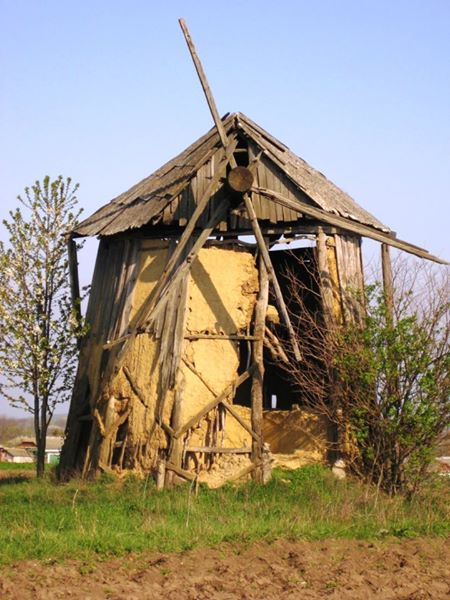
2010
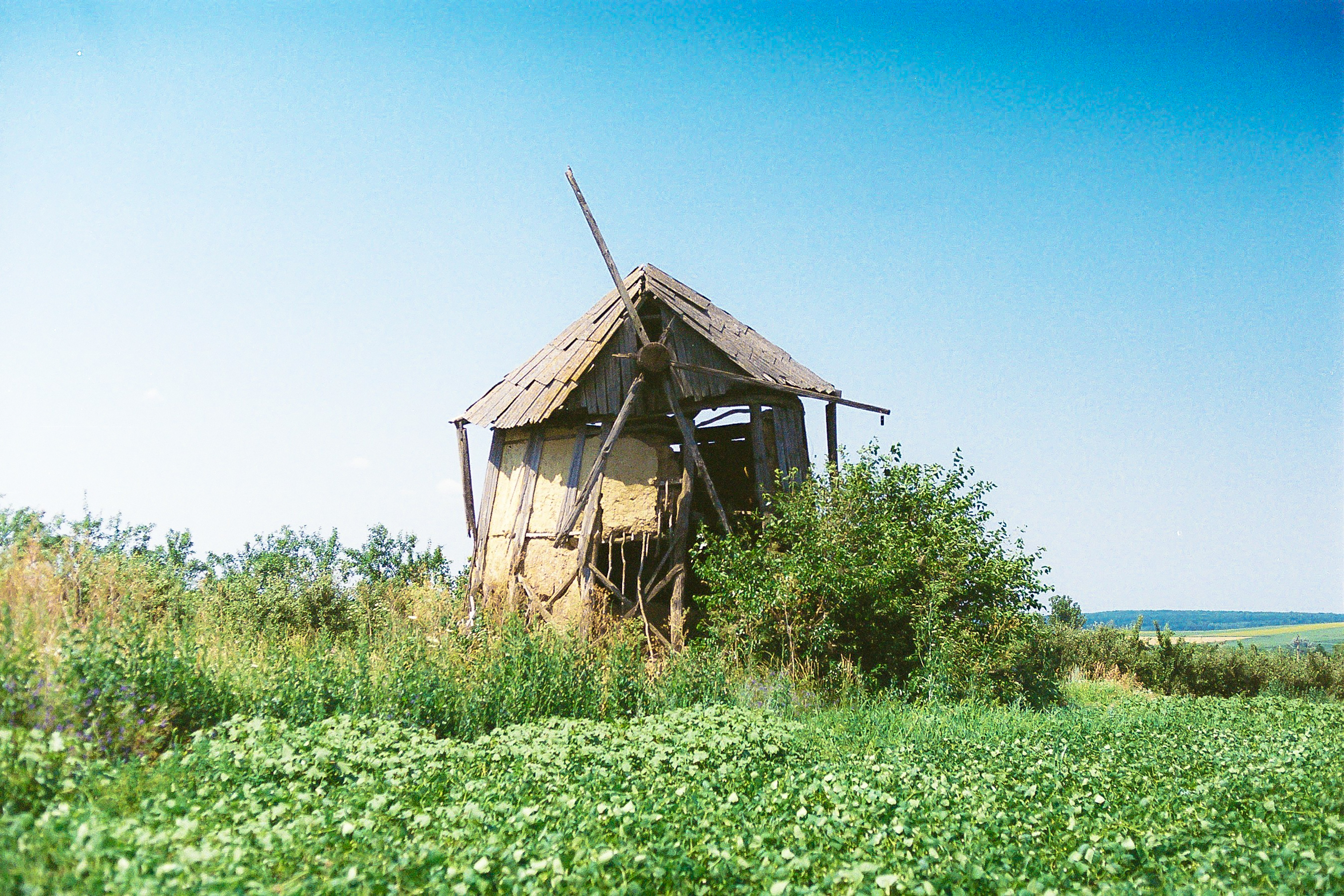
2021
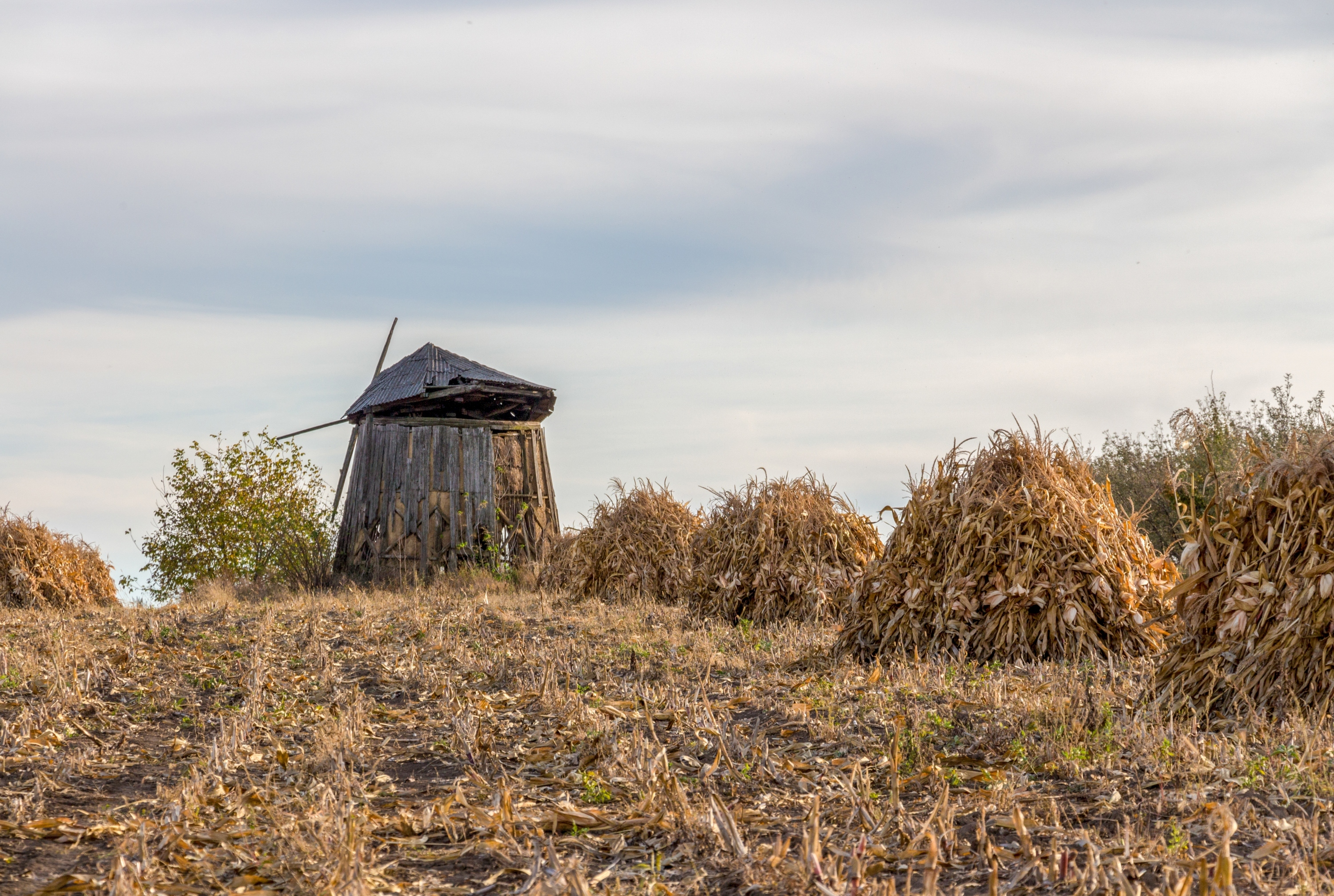
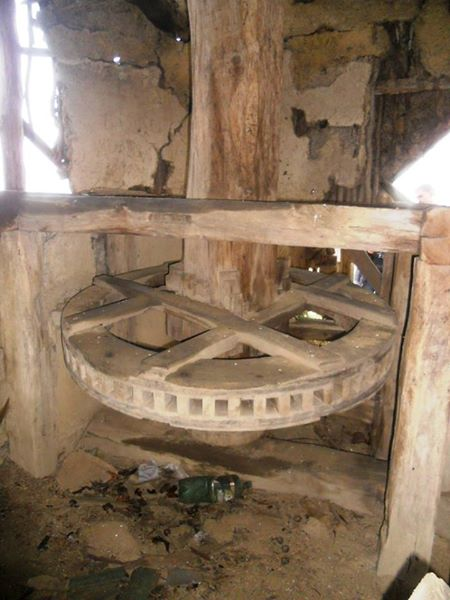
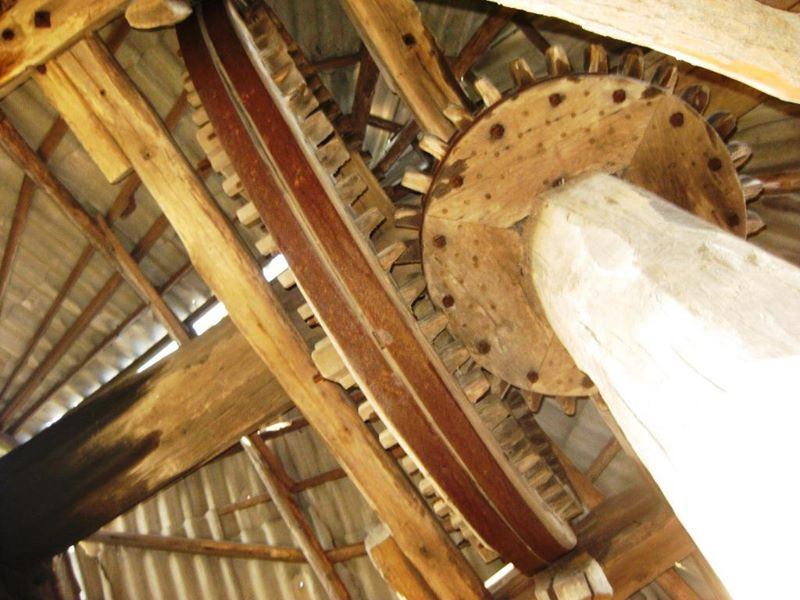